# Gruba Buczyna
Gruba Buczyna (słow. Hrubá Bučina, 1132 m), Kikula – szczyt w Grupie Pilska w Beskidzie Żywiecko-Orawskim (Beskidy Orawskie na Słowacji). Wierzchołkiem przebiega granica polsko-słowacka i Wielki Europejski Dział Wodny między zlewiskami Bałtyku i Morza Czarnego. Wschodni stok opada do doliny Mutnianki (Słowacja), w północno-zachodnim kierunku, do doliny Bystrej opada z wierzchołka Grubej Buczyny grzbiet Okrągłe z wzniesieniem Góra Okrągła. Oddziela on doliny dwóch potoków; Kościelec (po orograficznie prawej stronie grzbietu) i Straceniec (po lewej stronie). Prowadzi nim droga leśna do zwózki drzewa.
Gruba Buczyna jest porośnięta lasem, ale na jej grzbiecie opadającym do doliny Bystrej znajdują się niewielkie polany i spore wiatrołomy. Polskie stoki Grubej Buczyny znajdują się w granicach wsi Złatna w województwie śląskim, w powiecie żywieckim w gminie Ujsoły.

## Nazwa
Nazwę Gruba Buczyna podawał już Andrzej Komoniecki, używa jej też miejscowa ludność. Na mapach austriackich została on zesłowaczona do nazwy Hruba Buczyna, niektóre mapy PPWK używały nawet zdrobniałej słowackiej nazwy Hruba Bučinka. W państwowym rejestrze nazw geograficznych i na mapach Geoportalu szczyt ten ma nazwę Kikula. Nazwa ta jest pochodzenia wołoskiego i oznacza zarośniętą górę. W Karpatach jest wiele szczytów o tej nazwie.

## Szlaki turystyczne
słowacki szlak graniczny, odcinek: Trzy Kopce – Bory Orawskie – Gruba Buczyna – Krawców Wierch – bacówka PTTK na Krawcowym Wierchu – Glinka